# Fool's Overture
Fool's overture est une chanson du groupe de rock progressif Supertramp. Elle conclut l'album Even in the Quietest Moments…, leur cinquième album, paru en 1977. Durant plus de dix minutes, la chanson parle de la Grande-Bretagne pendant la Seconde Guerre mondiale et rend hommage à Winston Churchill. Elle contient un bout d'un célèbre de ses discours et Roger Hodgson conclut avec un « duo » virtuel avec la voix de ce personnage historique. Elle est essentiellement composée par Roger Hodgson.
À 2 min 28, on entend cette partie du discours appelé « péroraison » de Winston Churchill, (que l'on peut retrouver en intégralité sur We shall fight on the beaches) :
« We shall go on to the end... we shall fight on the seas and oceans,we shall defend our island, whatever the cost may be. We shall never surrender. »
Que l'on peut traduire par :

« Nous irons jusqu'au bout... nous nous battrons sur les mers et les océans, nous défendrons notre île, quel qu'en soit le prix. Nous ne nous rendrons jamais. »